# Intermittierende pneumatische Kompression

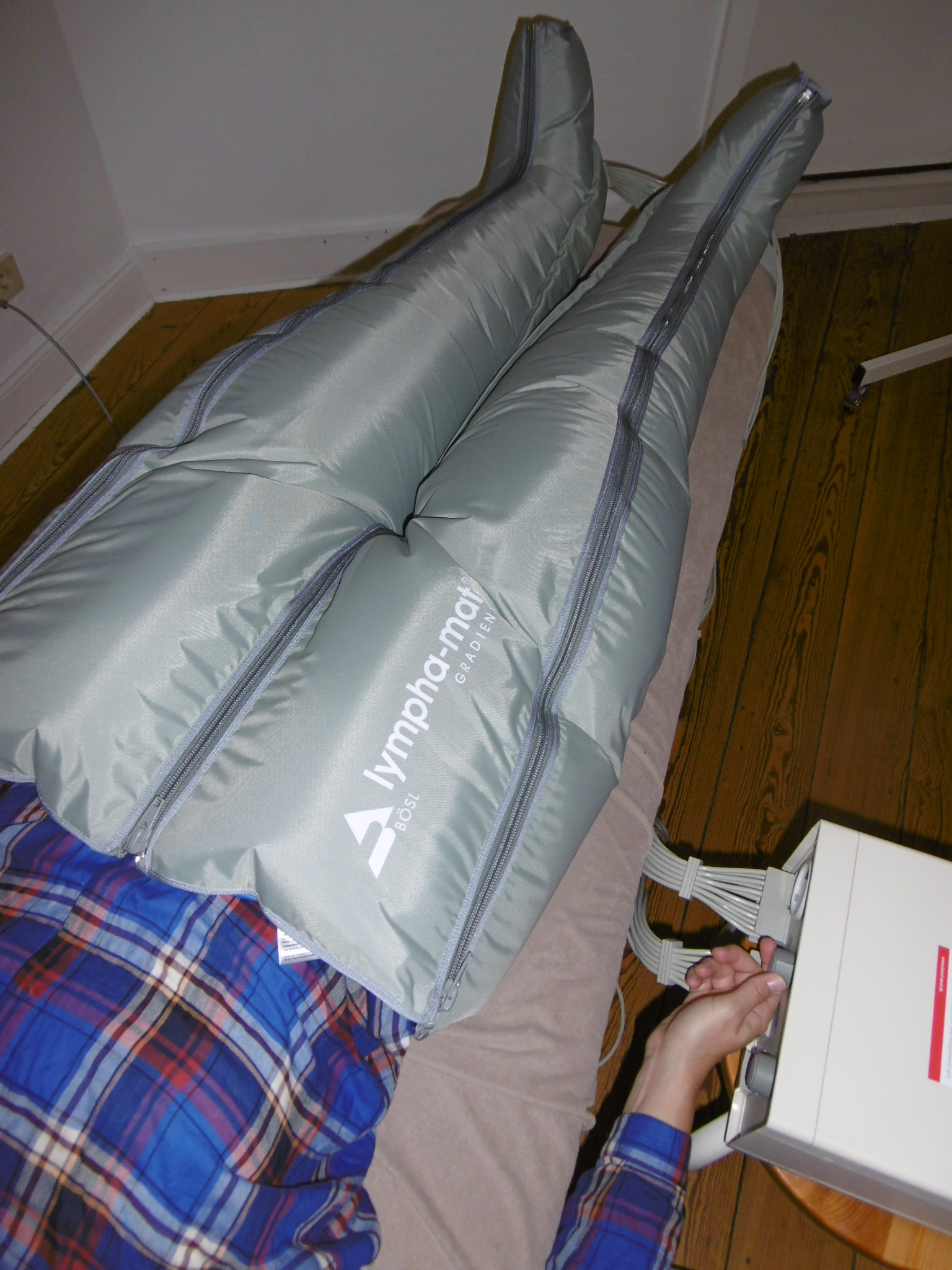
Hosenmanschette mit Steuerungseinheit

Die Intermittierende pneumatische Kompression (IPK) ist eine physikalische Maßnahme im Rahmen der Kompressionstherapie, bei der durch eine luftgefüllte Manschette Druck auf die jeweilige zu behandelnde Körperregion ausgeübt wird. Der Druck, den die Manschette erwirkt, wird durch eine angeschlossene Pumpe in definierbaren Intervallen erzeugt und kann nach Bedarf reguliert werden. Diese Therapieform kann Bestandteil einer Komplexen Physikalischen Entstauungstherapie sein und ist auch unter dem Begriff Apparative intermittierende Kompression (AIK) bekannt.

## Aufbau und Funktionsweise
Je nach Hersteller können die Druckmanschetten der IPK mit einer oder mehreren Kammern ausgestattet sein, wobei die Mehrkammersysteme üblicher sind. Die herkömmlichste Manschettenform ist die Beinmanschette, gefolgt von hosenförmigen Modellen. Es gibt zudem Manschetten für die Arme oder jackenartige Produkte zur Anwendung am gesamten Oberkörper. Die grundsätzliche Funktionsweise ist allen gemein: Über eine elektronisch gesteuerte Pumpe wird Luft in die Kammern geleitet, die innerhalb der Manschette hintereinander oder – je nach System – überlappend eingelagert sind. Der Druck baut sich zunächst in der am weitesten vom Herzen entfernt liegenden Kammer auf. Dann werden nach und nach die folgenden Kammern gefüllt. Der Druck entsteht somit von distal nach proximal, was dem Grundprinzip jeder Methode der Kompressionstherapie, ob mit Bandagierungen oder mit Kompressionsstrümpfen durchgeführt, entspricht. Nach einer gewissen Zeit lässt der Druck gleichmäßig nach und baut sich nach einem Intervall erneut auf.
Der Druck und das Intervall können bei den meisten Modellen vom Anwender selbst definiert und an der elektronischen Steuerung der Pumpe eingestellt werden.

### IPK-Systeme mit mehreren Kammern und Druckstufen
Bei der Intermittierenden Pneumatischen Kompression ist zwischen zwei prinzipiellen Systemen zu unterscheiden: Dem Einstufensystem, bei dem ein einstufiges Steuergerät eine Manschette mit einer Luftkammer oder alle Luftkammern einer Manschette mit mehreren Kammern gleichzeitig befüllt, oder ein Mehrstufensystem, bei dem ein Steuergerät mehrere Druckstufen nacheinander aufbaut und die Luftkammern einer Manschette nacheinander befüllt. Bei Mehrstufensystemen hängt die Art der Befüllung und der Druckaufbau davon ab, wie viele Druckstufen das Steuergerät aufweist. Wenn ein Steuergerät über 12 Druckstufen verfügt, kann jede Kammer einer 12-Kammer-Manschette einzeln befüllt werden. Ist das Steuergerät beispielsweise nur 6-stufig, werden bei Anschluss einer 12-Kammer-Manschette immer zwei Kammern gleichzeitig aufgepumpt.
Studien zeigen, dass Einstufensysteme, die eine Kammer befüllen den Mehrstufensystemen, die nach und nach mehrere Kammern („sequentielle Mehrkammersysteme“) aufpumpen, in der Therapiewirkung bei Patienten mit Lymphödemen unterlegen sind. Für beide Prinzipien ist aber eine deutliche Minderung der Umfänge der betroffenen Extremitäten nachgewiesen.

## Einsatz
Die Intermittierende pneumatische Kompression (IPK) kommt beim Postthrombotischen Syndrom, bei der Kompressionstherapie beim Ulcus cruris venosum, zur Behandlung venöser oder posttraumatischer Ödeme, des Lymphödems oder bei Ödemmischformen zum Einsatz. Weitere Anwendungsgebiete sind das Diabetische Fußsyndrom oder sensorische Störungen bei Hemiplegie. Bei der Thromboseprophylaxe ergänzt die IPK die Basismaßnahmen, wie Bewegungsübungen und das Anlegen von Medizinischen Thromboseprophylaxestrümpfen (MTPS), im Rahmen der physikalischen Prophylaxe bei Patienten mit einem mittleren oder einem hohen Thromboserisiko.

### Lymphdrainage
Die präfasziale Lymphdrainage wird durch eine konsequente Kompression verstärkt, zudem erhöht sich der subfasziale Lymphtransport. Im Rahmen der Komplexen Entstauungstherapie kann die IPK die Manuelle Lymphdrainage nicht ersetzen und kommt im Kombination mit dieser ergänzend zum Einsatz. Bei Lymphödemen die allein in den Fußzehen lokalisiert sind, ist die IPK allerdings unwirksam. Durch die unterstützende Anwendung der IPK kann die Behandlungsfrequenz der Manuellen Lymphdrainage reduziert werden. Bei Lymphödemen die allein in den Fußzehen lokalisiert sind, ist die IPK allerdings unwirksam. Im Falle des Lipödems ist es möglich, die Manuelle Lymphdrainage durch die IPK als wirtschaftlichere Lösung zu ersetzen.

### Kontraindikationen
Die IPK wird nicht eingesetzt bei dekompensierter Herzinsuffizienz, Phlebitis, Erysipel, Traumen, Neuropathien und einem schweren und nicht einstellbaren Hypertonus.